# Qinlingacris elaeodes
Qinlingacris elaeodes är en insektsart som beskrevs av Yin, X.-c. och Chou 1979. Qinlingacris elaeodes ingår i släktet Qinlingacris, och familjen gräshoppor. Inga underarter finns listade.